# Royal Albert-Elizabeth Club de Mons 2011-2012

## Rosa
| N. |                           | Ruolo       | Calciatore          |
| -- | ------------------------- | ----------- | ------------------- |
| 1  | Francia (bandiera)        | {{{ruolo}}} | Cédric Berthelin    |
| 24 | Belgio (bandiera)         | {{{ruolo}}} | Adrien Saussez      |
| 26 | Belgio (bandiera)         | {{{ruolo}}} | Olivier Werner      |
| 3  | Belgio (bandiera)         | {{{ruolo}}} | Siebe Blondelle     |
| 21 | Belgio (bandiera)         | {{{ruolo}}} | Noë Dussenne        |
| 29 | Belgio (bandiera)         | {{{ruolo}}} | Nicolas Timmermans  |
| 45 | Belgio (bandiera)         | {{{ruolo}}} | Pieterjan Monteyne  |
| 4  | Francia (bandiera)        | {{{ruolo}}} | Peter Franquart     |
| 30 | Italia (bandiera)         | {{{ruolo}}} | Samuele Grassi      |
| 15 | Francia (bandiera)        | {{{ruolo}}} | Aliou Dia           |
| 5  | Rep. del Congo (bandiera) | {{{ruolo}}} | Maël Lépicier       |
| 6  | Francia (bandiera)        | {{{ruolo}}} | Matthieu Debisschop |
| 7  | Belgio (bandiera)         | {{{ruolo}}} | Tim Matthys         |

| N. |                         | Ruolo       | Calciatore       |
| -- | ----------------------- | ----------- | ---------------- |
| 8  | Belgio (bandiera)       | {{{ruolo}}} | Tom van Imschoot |
| 17 | Belgio (bandiera)       | {{{ruolo}}} | Quentin Pottiez  |
| 14 | Senegal (bandiera)      | {{{ruolo}}} | Pape M'Bow       |
| 10 | RD del Congo (bandiera) | {{{ruolo}}} | Zola Matumona    |
| 23 | Francia (bandiera)      | {{{ruolo}}} | Rachid Bourabia  |
| 20 | Francia (bandiera)      | {{{ruolo}}} | Benjamin Nicaise |
| 19 | Francia (bandiera)      | {{{ruolo}}} | Jérémy Perbet    |
| 78 | Francia (bandiera)      | {{{ruolo}}} | Chris Makiese    |
| 18 | Belgio (bandiera)       | {{{ruolo}}} | Dylan De Belder  |
| 12 | Gambia (bandiera)       | {{{ruolo}}} | Ibou Sawaneh     |
| 22 | Gambia (bandiera)       | {{{ruolo}}} | Mustapha Jarju   |
| 72 | Camerun (bandiera)      | {{{ruolo}}} | Aloys Nong       |